# Flueggea tinctoria
Flueggea tinctoria là một loài thực vật có hoa trong họ Diệp hạ châu. Loài này được (L.) G.L.Webster mô tả khoa học đầu tiên năm 1984.

## Hình ảnh

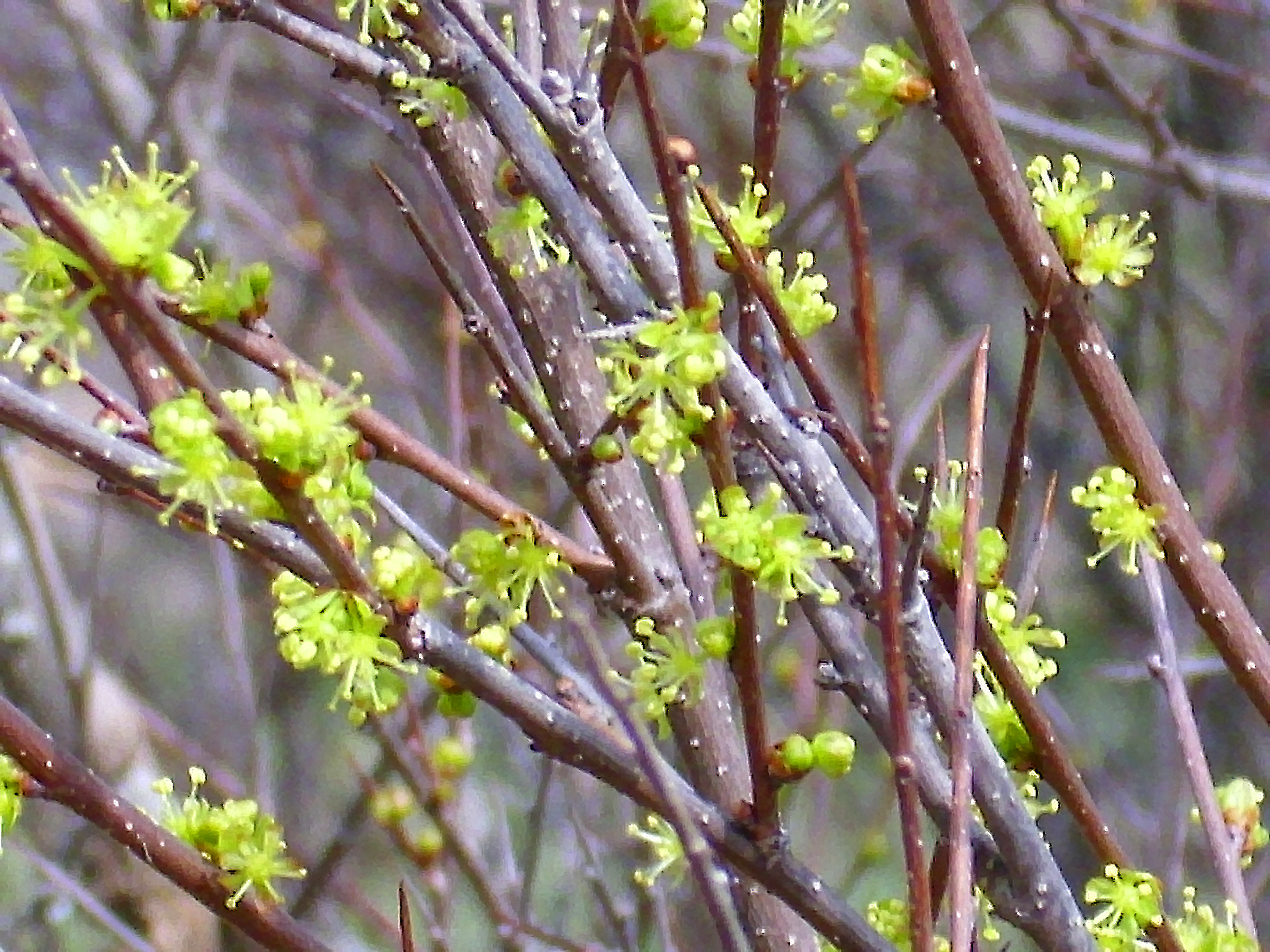
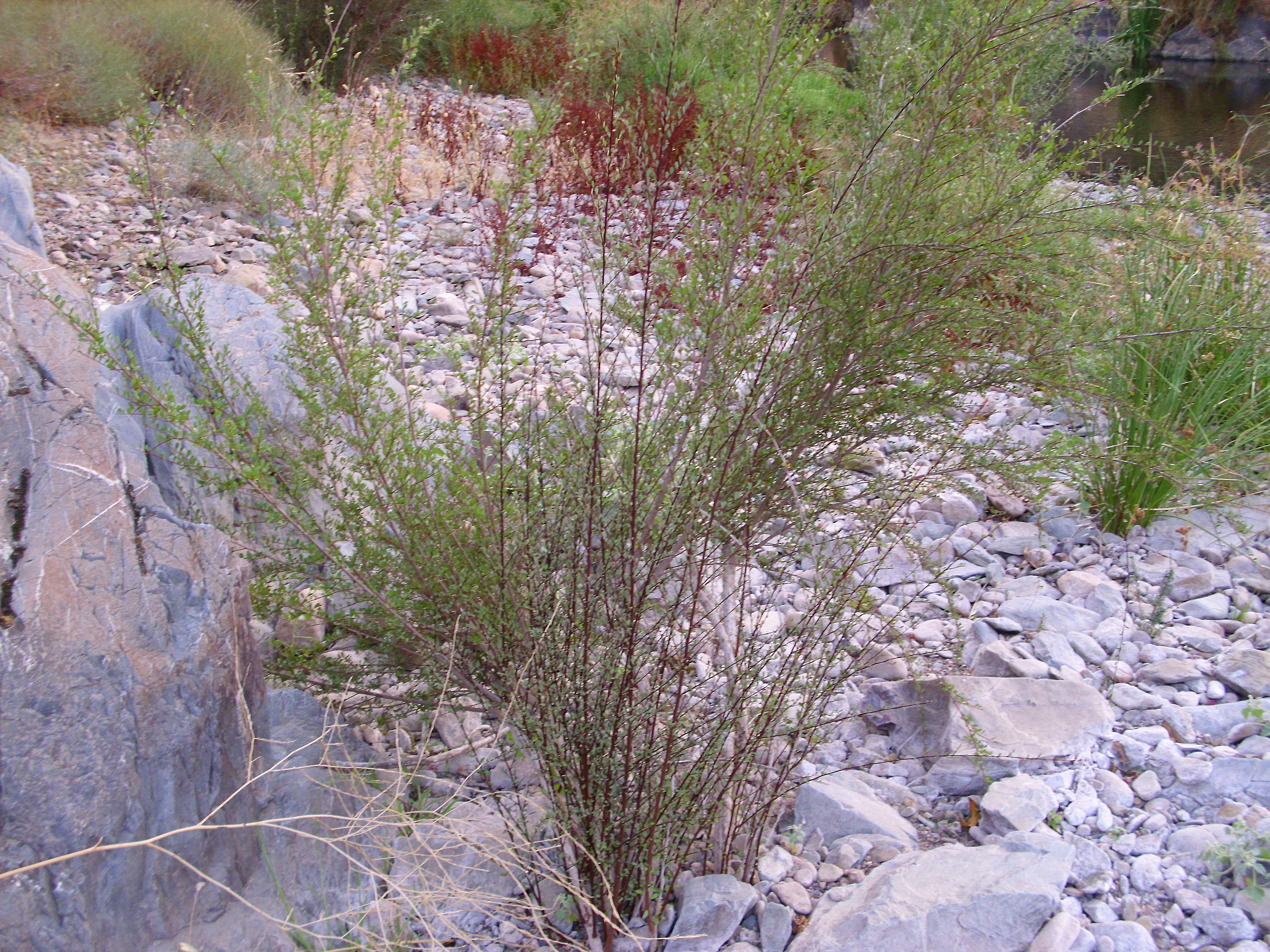